# Victor Coche
Pour les articles homonymes, voir Coche.
Victor Coche est un flûtiste et compositeur français né le 24 novembre 1806 à Arras et mort le 14 août 1881 à Paris. 

## Biographie
Victor-Jean-Baptiste Coche naît le 24 novembre 1806 à Arras,,.                  
Il est admis Conservatoire de Paris en 1826 dans la classe de violoncelle d'Olive-Charlier Vaslin, puis devient élève de Jean-Louis Tulou en classe de flûte, où il obtient un 2e prix en 1830 puis un 1er prix en 1831,,.                  
À partir de 1831, il est professeur de la classe préparatoire de flûte au Conservatoire, poste dont il démissionnera en 1841,. Victor Coche épouse Marie-Anna Mazelin, nommée professeur adjoint de piano au Conservatoire à l'âge de dix-huit ans.                  
Avec Paul-Hippolyte Camus, Coche est l'un des premiers en France à adopter le nouveau système Boehm, s'opposant alors à Jean-Louis Tulou, partisan de l'ancienne flûte. Il suggère quelques améliorations techniques et rédige en 1838 une Méthode pour servir à l'enseignement de la nouvelle flûte inventée par Gordon, modifiée par Boehm et perfectionnée par Coche et Buffet (op. 15), ainsi qu'un Examen critique de la flûte ordinaire comparée à la flûte de Boehm qui est présenté à l'Institut de France et reçoit un avis favorable de Berton,.                  
En 1839, Victor Coche dépose avec Louis-Auguste Buffet un brevet de flûte.                  
Comme compositeur, il est l'auteur de plusieurs morceaux pour son instrument, des airs variés pour flûte seule, des fantaisies concertantes pour flûte et piano et des duos pour deux flûtes.                  
Il meurt le 14 août 1881 à Paris,,.